# دل خودش می‌خواد
دل خودش می‌خواد فیلمی به کارگردانی و نویسندگی سیامک یاسمی محصول سال ۱۳۵۲ است.

## خلاصه داستان
فیروزه (هاله) و دوستش دخی (شهناز تهرانی) در کافهٔ شوفرها کار می‌کنند. فیروزه مورد توجه جاهلی به نام جواد (فرهاد حمیدی) است که از صاحب کافه (روح‌الله مفیدی) طلبکار است. فیروزه با ابرام (همایون)، رانندهٔ شهریار شهریاری (منوچهر وثوق) ثروتمند معروف، آشنا می‌شود. شهریاری که مدیر عامل شرکت بزرگی است از زن‌ها بیزار است و تمام وقتش را به کار می‌پردازد. در کافه شایع می‌شود که شهریاری به فیروزه علاقه‌مند است، و ابرام به روزنامه‌ها خبر می‌دهد که فیروزه نامزد شهریاری است. صاحب کافه به طمع سوءاستفاده از فیروزه خود را به او نزدیک نشان می‌دهد، و شهریاری که به موضوع علاقه‌مند شده به کافه می‌رود و شیفتهٔ فیروزه می‌شود. فیروزه که گمان می‌کند شهریاری عکاس و خبرنگار روزنامه است با او به گردش و تفریح می‌رود. سرانجام با روشن شدن موضوع شهریاری با فیروزه و ابرام با دخی زندگی مشترک خود را آغاز می‌کنند.

## بازیگران
- همایون
- منوچهر وثوق
- هاله
- شهناز تهرانی
- علی میری
- روح‌الله مفیدی